# Округ Викли (Тенеси)
Викли (енгл. Weakley County) је округ у америчкој савезној држави Тенеси.

## Демографија
По попису из 2010. године број становника је 35.021, што је 126 (0,4%) становника више него 2000. године.
| Група             | 2000.          | 2010.          |
| Белци             | 31.318 (89,7%) | 30.696 (87,7%) |
| Афроамериканци    | 2.424 (6,9%)   | 2.736 (7,8%)   |
| Азијати           | 462 (1,3%)     | 368 (1,1%)     |
| Хиспаноамериканци | 402 (1,2%)     | 700 (2,0%)     |
| Укупно            | 34.895         | 35.021         |